# Décès en 1321
Décès
- 1317
- 1318
- 1319
- 1320
- 1321
- 1322
- 1323
- 1324
- 1325

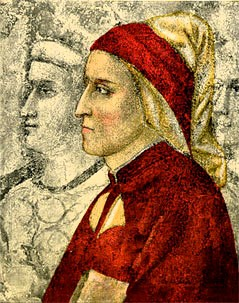
Dante Alighieri, mort en 1321.

Cette page dresse une liste de personnalités mortes au cours de l'année 1321 :
- 25 février : Béatrice d'Avesnes, fondatrice du couvent Notre Dame de Beaumont.
- 1er avril : Niccolò Alberti, cardinal italien.
- mi-avril : Mariano III d'Arborée, juge d'Arborée.
- 20 avril : Gérasime Ier de Constantinople, patriarche de Constantinople.
- 28 mai : John Iweyn, chevalier anglais.
- 31 mai : Birger Magnusson, roi de Suède.
- 1er juin : María de Molina, ou María Alfonso de Meneses, reine consort de Castille, dame de Molina.
- 24 août : Guilhem Bélibaste[1]
- 14 septembre : Dante Alighieri, à Ravenne, poète et humaniste florentin (né en 1265), auteur de la Divine Comédie.
- 26 septembre : Gyōnen, moine bouddhiste japonais de l’école Kegon.
- 3 novembre : Guillaume de Mandagout, archevêque d'Embrun, archevêque d'Aix puis Cardinal-évêque de Palestrina.
- Nallo Trinci, condottiere italien, premier seigneur de Foligno.

- Ibn al-Banna, mathématicien et astronome marocain.
- Jaspert V de Castelnou, vicomte de Castelnou.
- Constantin III de Césarée, Catholicos de l'Église apostolique arménienne.
- Jean II de Holstein-Kiel, comte de Holstein-Kiel.
- Catalan Fabri, inquisiteur franciscain et martyr.
- Walter Jorz, dominicain anglais, archevêque d'Armagh.

date incertaine (vers 1321)
- Yunus Emre, poète turc soufi qui vécut pendant l'époque seldjoukide et ottomane.
- Magnus Jonsson, comte des Orcades et comte de Caithness.

## Crédit d'auteurs
- Cet article est partiellement ou en totalité issu de l'article intitulé « 1321 » (voir la liste des auteurs).